# Giải bóng đá ngoại hạng Bahrain
Giải bóng đá ngoại hạng Bahrain (Tiếng Anh: Bahraini Premier League) là một giải đấu chuyên nghiệp ở Bahrain,thành lập vào năm 1957.Đội vô đich được tham dự cúp AFC.Giải đấu hiện nay gồm có 10 đội.

## Cấu trúc

### Cấu trúc hiện tại
10 câu lạc bộ cùng thi đấu lượt đi lượt về với 18 trận để xác định nhà vô địchh.Các trận đấu điều được diễn ra trên Sân vận động Quốc gia

## Câu lạc bộ (2017)
- Malkiya
- Al-Riffa
- Al Hidd
- Manama Club
- Al-Muharraq
- East Riffa
- Al-Ahli
- Al-Najma
- Bahrain
- Al Hala

## Bảng xếp hạng 2017
| XH | Đội         | Tr | T | H | T | BT | BB | HS  | Đ  | Lên hay xuống hạng                    |
| -- | ----------- | -- | - | - | - | -- | -- | --- | -- | ------------------------------------- |
| 1  | Malkiya (C) | 18 | 9 | 6 | 3 | 24 | 16 | +8  | 33 | cúp AFC                               |
| 2  | Al-Riffa    | 18 | 9 | 4 | 5 | 32 | 16 | +16 | 31 | 2018 GCC Champions League Group Stage |
| 3  | Al Hidd     | 18 | 9 | 4 | 5 | 27 | 23 | +4  | 31 |                                       |
| 4  | Manama Club | 18 | 9 | 3 | 6 | 29 | 19 | +10 | 30 | cúp AFC 2018                          |
| 5  | Al-Muharraq | 18 | 8 | 5 | 5 | 30 | 23 | +7  | 29 |                                       |
| 6  | East Riffa  | 18 | 6 | 4 | 8 | 23 | 25 | −2  | 22 |                                       |
| 7  | Al-Ahli     | 18 | 5 | 5 | 8 | 16 | 24 | −8  | 20 |                                       |
| 8  | Al-Najma    | 18 | 3 | 8 | 7 | 20 | 32 | −12 | 17 |                                       |
| 9  | Bahrain (R) | 18 | 3 | 7 | 8 | 18 | 27 | −9  | 16 | Bahraini Second Division              |
| 10 | Al Hala (R) | 18 | 2 | 8 | 8 | 11 | 25 | −14 | 14 | Bahraini Second Division              |

Nguồn: 
Quy tắc xếp hạng: 1. Điểm; 2. Hiệu số bàn thắng; 3. Số bàn thắng.
1 Manama Club qualified for 2018 AFC Cup Group Stage as winners of 2016–17 Bahraini King's Cup.
(VĐ) = Vô địch; (XH) = Xuống hạng; (LH) = Lên hạng; (O) = Thắng trận Play-off; (A) = Lọt vào vòng sau. 
Chỉ được áp dụng khi mùa giải chưa kết thúc: 
(Q) = Lọt vào vòng đấu cụ thể của giải đấu đã nêu; (TQ) = Giành vé dự giải đấu, nhưng chưa tới vòng đấu đã nêu.

## Các nhà vô địchh
- 2000–01: Al-Muharraq
- 2002: Al-Muharraq
- 2002–03: Al-Riffa
- 2003–04: Al-Muharraq
- 2004–05: Al-Riffa
- 2005–06: Al-Muharraq
- 2006–07: Al-Muharraq
- 2007–08: Al-Muharraq
- 2008–09: Al-Muharraq
- 2009–10: Al-Ahli (Manama)
- 2010–11: Al-Muharraq
- 2011–12: Al-Riffa
- 2012–13: Busaiteen
- 2013–14: Al-Riffa
- 2014–15: Al-Muharraq
- 2015–16: Al-Hidd
- 2016–17: Malkiya

## Danh hiệu
| CLB                            | Số lần vô địchh |
| ------------------------------ | --------------- |
| Al-Muharraq SC                 | 33              |
| Al-Riffa (includes West Riffa) | 11              |
| Bahrain SC                     | 5               |
| Al-Ahli SC                     | 5               |
| Arabi                          | 1               |
| Al Hala                        | 1               |
| Al-Nasr                        | 1               |
| East Riffa SCC                 | 1               |
| Busaiteen                      | 1               |
| Hidd SCC                       | 1               |
| Malkiya SCC                    | 1               |